# 26e cérémonie des Hong Kong Film Awards
La 26e cérémonie des Hong Kong Film Awards a eu lieu le 15 avril 2007. Les gagnants sont en gras (il peut s'agir des titres internationaux ou/et de noms d'artistes vers des articles non-redirigés).
Les films After This Our Exile de  Patrick Tam est récompensé de cinq prix dont ceux du meilleur film, du meilleur réalisateur et du meilleur scénario,.

## Meilleur film
- After This Our Exile de  Patrick Tam
  - La Cité interdite de Zhang Yimou
  - Election 2 de Johnnie To
  - Exilé de Johnnie To
  -  Le Maître d'armes  de Ronny Yu

## Meilleur réalisateur
- Patrick Tam pour After This Our Exile
  - Jacob Cheung pour A Battle of Wits
  - Johnnie To pour Election 2 et Exilé
  - Zhang Yimou pour La Cité interdite

## Meilleur scénario
- Patrick Tam (After This Our Exile)
  - Alan Mak et Felix Chong (Confession of Pain)
  - Yau Nai-hoi et Yip Tin-shing (Election 2)
  - Sylvia Chang, Matthias Wong et Thersa Tand (Happy birthday)
  - James Yuen, Jessica Fong et Lo Yiu-fai (My name is fame)

## Meilleur acteur
- Lau Ching-wan (My name is fame)
  - Aaron Kwok (After This Our Exile)
  - Tony Leung Chiu-wai (Confession of Pain)
  - Chow Yun-fat (La Cité interdite)
  - Jet Li ( Le Maître d'armes )

## Meilleure actrice
- Gong Li (La Cité interdite)
  - Rene Liu (Happy birthday)
  - Isabella Leong (Isabella)
  - Teresa Mo (Men suddenly in black 2)
  - Angelica Lee (Re-cycle)

## Meilleur second rôle masculin
- Goum Ian Iskander (After This Our Exile)
  - Jay Chou (La Cité interdite)
  - Liu Ye (La Cité interdite)
  - Nick Cheung (Election 2)
  - Simon Yam (Election 2)

## Meilleur second rôle féminin
- Zhou Xun (La Légende du scorpion noir)
  - Kelly Lin (After This Our Exile)
  - Isabella Leong (Diary)
  - Crystal Tin (My Mother Is a Belly Dancer)
  - Candice Yu (My name is fame)

## Révélation acteur ou actrice
- Goum Ian Iskander (After This Our Exile)
  - Pei Pei (Dog bite dog)
  - Betty Sun Li ( Le Maître d'armes )
  - Huo Siyan (My name is fame)
  - Matthew Medvedev (Rob B Hood)

## Meilleur espoir réalisateur
- Daniel Wu (The Heavenly Kings)
  - Law Wing-cheong (2 Become 1)
  - Patrick Kong (Marriage with a fool)

## Meilleure photographie
- Andrew Lau et Lai Yiu-fai (Confession of Pain)
  - Mark Lee (After This Our Exile)
  - Zhao Xiadong (La Cité interdite)
  - Cheung Chi Keung (Exilé)
  - Charlie Lam (Isabella)

## Meilleur montage
- Kong Chi-leung (A Battle of Wits)
  - Patrick Tam (After This Our Exile)
  - Cheung Wai-ciu (Confession of Pain)
  - David Richardson (Exilé)
  - Virginia Katz et Richard Learoyd ( Le Maître d'armes )

## Meilleurs décors
- Huo Tingxiao (La Cité interdite)
  - Patrick Tam (After This Our Exile)
  - Tim Yip (La Légende du scorpion noir)
  - Man Lim-chuang (Confession of Pain)
  - Man Lim-chung (Isabella)

## Meilleurs costumes et maquillages
- Hai Chung-man (La Cité interdite)
  - Tim Yip (La Légende du scorpion noir)
  - Tong Huamiao (A Battle of Wits)
  - Man Lim-chung (Confession of Pain)
  - Stehanie Wong (Isabella)

## Meilleure direction des combats
- Yuen Woo-ping ( Le Maître d'armes )
  - Stephen Tung (A Battle of Wits)
  - Ching Siu-tung (La Cité interdite)
  - Donnie Yen (Dragon Tiger Gate)
  - Jackie Chan, Li Chung-chi et la “Jackie Chan Stunt Team” (Rob B Hood)

## Meilleure musique de film
- Peter Kam (Isabella)
  - Tan Dun (La Légende du scorpion noir)
  - Kenji Kawai (A Battle of Wits)
  - Shigeru Umebayashi (La Cité interdite)
  - Chan Kwong-wing (Confession of Pain)

## Meilleure chanson originale
- The Chrysthanthemum terrace de La Légende du scorpion noir (ou La Cité interdite,à vérifier) ; Musique : Jay Chou ; Paroles : Fang Wenshan ; Interprétation : Jay Chou
  - I reapy love with all I have" de La Légende du scorpion noir ; Musique : Tan Dun ; Paroles : Fan Xuevi ; Interprétation : Zhang Liangying
  - Huo Yuan-jia du  Le Maître d'armes  ; Musique : Jay Chou ; Paroles : Fang Wenshan ; Interprétation : Jay Chou
  - Adam’s choice de The Heavenly Kings ; Musique : Dai Fei ; Paroles : Lee Juen-yet ; Interprétation : Alive
  - Happy birthday de Happy birthday ; Musique : Chan Fai-young ; Paroles : Lam Jik ; Interprétation : Rene Liu

## Meilleur son
- Nakom Kositpaisal (Re-cycle')
  - Wang Danrong (La Légende du scorpion noir)
  - Steve Burgess et Ho Wai (A Battle of Wits)
  - Tao Ying (La Cité interdite)
  - Richard Yawn ( Le Maître d'armes )

## Meilleurs effets visuels
- Ng Yuen-fai (Re-cycle)
  - Jiang Yanming (La Légende du scorpion noir)
  - Chang Yiu-ming, Eddy Wong et Victor Wong (A Battle of Wits)
  - Angela Barson, Frankie Chung, John Leonti et Shi Zhuohua (La Cité interdite)
  - Koan Hui (Dragon Tiger Gate)

## Meilleur film asiatique
- Riding alone, pour un père de Zhang Yimou ( Chine)
  - Crazy stone de Hao Ning ( Chine)
  - Death Note de Shūsuke Kaneko ( Japon)
  - The Host de Bong Joon-ho ( Corée du Sud)
  - I not stupid 2 de Jack Neo ( Singapour)

## Récompenses spéciales

### Lifetime Achievement Award
- Run Run Shaw

### Professional Spirit Award
- Man Yuen-Ling

## Nombre de nominations

### 13 nominations
- La Cité interdite

### 10 nominations
- After This Our Exile

### 8 nominations
- La Légende du scorpion noir

### 7 nominations
- A Battle of Wits
- Confession of Pain
- Happy birthday

### 5 nominations
- Election 2
- Le Maître d'armes
- Isabella

### 4 nominations
- Exilé
- My name is fame

### 3 nominations
- Re-cycle

### 2 nominations
- Rob B Hood
- The Heavenly Kings
- Dragon Tiger Gate